# Bolbosoma nipponicum
Bolbosoma nipponicum är en hakmaskart som beskrevs av Yamaguti 1939. Bolbosoma nipponicum ingår i släktet Bolbosoma och familjen Polymorphidae. Inga underarter finns listade i Catalogue of Life.